# Max Engelhardt (Schauspieler)
Max Engelhardt (* um 1870 in Leipzig; † 9. Januar 1941 in Buchen (Odenwald)) war ein deutscher Theaterschauspieler.

## Leben
Engelhardt begann seine Bühnentätigkeit in seiner Geburtsstadt. Danach war er an mehreren großen und kleinen Bühnen engagiert, darunter Sondershausen, Stuttgart, Reval, Kiel, Hamburg, Straßburg im Elsass, Bremen, Stettin etc. und wurde 1900 Mitglied des Ensembles des Hoftheaters in Neustrelitz.
Engelhardt vertrat das Charakterfach mit ausgesprochenem Erfolg und wurde durch sein sonores Organ, scharfe Charakterisierungsgabe, gute Maske und dezentes und vornehmes Spiel wirkungsvoll unterstützt.

## Rollen (Auswahl)
- Franz Moor – Die Räuber (Friedrich Schiller)
- Narziß – Narziss (Albert Emil Brachvogel)
- Napoleon – Napoleon oder Die hundert Tage (Christian Dietrich Grabbe)
- Jakob Engstrand – Gespenster (Henrik Ibsen)
- Theodor Klingenberg – Die goldene Spinne (Komödie) (Franz von Schönthan)